# Campeonato Moldavo de Futebol de 2017
O Campeonato Moldavo de Futebol 2017, conhecido também como Divizia Naţională, é a 27ª edição da liga de futebol de maior escalão da Moldávia.

## Transmissões televisivas
Na Moldávia, todos os jogos são transmitidos pela TV Moldova 1.

## Participantes
| Clube             | Cidade         | Estádio              | Lotação | 2016–17 |
| ----------------- | -------------- | -------------------- | ------- | ------- |
| Dacia             | Chișinău       | Moldova (Speia)      | 8,550   | 2º      |
| Dinamo-Auto       | Tiraspol       | Dinamo-Auto          | 1,300   | 9º      |
| Milsami           | Orhei          | CSR Orhei            | 2,539   | 3º      |
| Petrocub-Hîncești | Sărata-Galbenă | Municipal (Hîncești) | 1,500   | 6º      |
| Sfântul Gheorghe  | Suruceni       | Municipal (Suruceni) | 1,500   | A-2º    |
| Sheriff           | Tiraspol       | Sheriff              | 12,746  | 1º      |
| Speranţa          | Nisporeni      | Municipal (Hîncești) | 1,500   | 7º      |
| Spicul            | Chișcăreni     | CSR Orhei            | 2,539   | A-3º    |
| Zaria             | Bălţi          | Municipal (Bălți)    | 5,953   | 4º      |
| Zimbru            | Chișinău       | Zimbru               | 10,400  | 5º      |

## Classificação
| Pos | Equipe           | Pts | J  | V  | E | D  | GP | GC | SG  | Classificação ou descenso                           |
| --- | ---------------- | --- | -- | -- | - | -- | -- | -- | --- | --------------------------------------------------- |
| 1   | Sheriff (C)      | 45  | 18 | 14 | 3 | 1  | 50 | 14 | +36 | 2ª Pré-Eliminatória da Liga dos Campeões de 2018–19 |
| 2   | Milsami          | 40  | 18 | 13 | 1 | 4  | 26 | 12 | +14 | 1ª Pré-Eliminatória da Liga Europa de 2018–19       |
| 3   | Petrocub         | 26  | 18 | 7  | 5 | 6  | 25 | 16 | +9  | 1ª Pré-Eliminatória da Liga Europa de 2018–19       |
| 4   | Dacia            | 26  | 18 | 7  | 5 | 6  | 23 | 26 | −3  |                                                     |
| 5   | Zaria            | 24  | 18 | 7  | 3 | 8  | 28 | 20 | +8  |                                                     |
| 6   | Speranta         | 21  | 18 | 5  | 6 | 7  | 18 | 21 | −3  |                                                     |
| 7   | Sfântul Gheorghe | 20  | 18 | 5  | 5 | 8  | 15 | 27 | −12 |                                                     |
| 8   | FC Zimbru        | 19  | 18 | 5  | 4 | 9  | 17 | 21 | −4  |                                                     |
| 9   | Dinamo-Auto      | 15  | 18 | 4  | 3 | 11 | 14 | 38 | −24 |                                                     |
| 10  | Spicul (R)       | 14  | 18 | 3  | 5 | 10 | 14 | 35 | −21 | Despromoção à Moldávio "A" divisão                  |

## Estatísticas

### Artilharia
| Pos. | Jogador           | Equipe             | Gols |
| ---- | ----------------- | ------------------ | ---- |
| 1    | Vitalie Damașcan  | Sheriff Tiraspol   | 13   |
| 2    | Vladimir Ambros   | Petrocub-Hîncești  | 9    |
| 3    | Stefan Mugosa     | Sheriff Tiraspol   | 7    |
| 4    | Josip Brezovec    | Sheriff Tiraspol   | 5    |
| 4    | Jairo             | Sheriff Tiraspol   | 5    |
| 4    | Serhiy Zahynaylov | Zaria Bălți        | 5    |
| 4    | Vadim Paireli     | Petrocub-Hîncești  | 5    |
| 4    | Viorel Primac     | Speranţa Nisporeni | 5    |
| 4    | Jean Theodoro     | Zimbru Chișinău    | 5    |